# Granát (pivo)
Granát je název několika různých polotmavých i tmavých piv, vyráběných v různých českých a moravských pivovarech. Název piva je odvozen od zlatavo-rudé granátové barvy pivního moku.
Zřejmě první pivo s názvem Granát začal vařit pivovar na Smíchově. Jeho původní receptura je z roku 1884. V období mezi dvěma světovými válkami byl smíchovský Granát velice populární. Začátkem druhé světové války se však pivo s tímto názvem přestalo vyrábět.
Výroba piva Granát byla na Smíchově obnovena krátce před koncem 20. století, kdy byl v rámci marketingové strategie nejprve prodáván pod názvem Millenium. Pro velký zájem se pak v roce 2002 dostal do stálé nabídky Staropramenu a to i pod původním názvem Granát. Původní receptura Granátu byla pro vaření současného Millenia/Granátu určitým způsobem modernizována. Smíchovský Granát se připravuje speciální metodou sypání a používají se k tomu jak světlé, tak i speciální slady.
Úspěchem a originálním názvem smíchovského Granátu se v minulosti inspirovaly i další tuzemské pivovary, které svůj vlastní Granát podle svých vlastních receptur vyráběly v minulosti, nebo je vaří v současnosti.

## Piva značky Granát (výběr)
- Staropramen Granát (5 % vol.) polotmavý ležák, vyrábí pivovar Staropramen
- Pernštejn Granát (5,7 % vol.) polotmavý ležák, vyrábí Pivovar Pardubice
- Protivínský Granát (4.6 % vol.) polotmavý ležák, vyrábí pivovar Platan v Protivíně
- Granát (4,5 % vol.) tmavý ležák, vyrábí pivovar Černá Hora